# Il richiamo della foresta (film 1935)
Il richiamo della foresta (Call of the Wild) è un film del 1935 diretto da William A. Wellman, in parte ispirato al romanzo omonimo di Jack London.